# Ministre des Affaires étrangères (Inde)
Le ministre des Affaires étrangères  (parfois appelé ministre des Affaires extérieures) est à la tête du ministère des Affaires extérieures du Gouvernement de l'Inde. Le ministre, qui détient l'un des postes les plus élevés du gouvernement, a pour principale responsabilité de représenter l'Inde et son gouvernement auprès de la communauté internationale. Le ministre des affaires étrangères joue également un rôle important dans la détermination de la politique étrangère indienne. Occasionnellement, il est assisté par un ministre d'État aux Affaires extérieures, ou par des vice-ministres des Affaires extérieures.
Le premier des Premiers ministres de l'Inde, Jawaharlal Nehru, a occupé simultanément le poste de ministre des Affaires extérieures et de Premier ministre tout au long de ses 17 années de présidence du pays. Il reste le ministre des Affaires étrangères ayant été le plus longtemps en service. Depuis, plusieurs autres premiers ministres ont assumé la charge supplémentaire de ministre des Affaires étrangères, mais aucun n'a dépassé la durée du mandat politique de Jawaharlal Nehru. Par ailleurs, un certain nombre de ministres des Affaires étrangères sont par la suite devenus Premiers ministres.
L'actuel ministre des Affaires étrangères est Subrahmanyam Jaishankar du parti Bharatiya Janata depuis le 31 mai 2019.

## Liste des Ministres
| №    | Nom                        | Portrait | Durée de service  | Durée de service  | Parti politique (Alliance)                               | Premier ministre                                                                                            |
| ---- | -------------------------- | -------- | ----------------- | ----------------- | -------------------------------------------------------- | --- |
| 1    | Jawaharlal Nehru           |          | 2 septembre 1946  | 27 mai 1964       | Congrès national indien                                  | Jawaharlal Nehru                                                                                            |
| 2    | Gulzarilal Nanda           |          | 27 mai 1964       | 9 juin 1964       | Congrès national indien                                  | Gulzarilal Nanda                                                                                            |
| 3    | Lal Bahadur Shastri        |          | 9 juin 1964       | 17 juillet 1964   | Congrès national indien                                  | Lal Bahadur Shastri                                                                                         |
| 4    | Swaran Singh               |          | 18 juillet 1964   | 14 novembre 1966  | Congrès national indien                                  | Lal Bahadur ShastriIndira Gandhi                                                                            |
| 5    | M. C. Chagla               |          | 14 novembre 1966  | 5 septembre 1967  | Congrès national indien                                  | Indira Gandhi                                                                                               |
| 6    | Indira Gandhi              |          | 6 septembre 1967  | 13 février 1969   | Congrès national indien                                  | Indira Gandhi                                                                                               |
| 7    | Dinesh Singh               |          | 14 février 1969   | 27 juin 1970      | Congrès national indien                                  | Indira Gandhi                                                                                               |
| (4)  | Swaran Singh               |          | 27 juin 1970      | 10 octobre 1974   | Congrès national indien                                  | Indira Gandhi                                                                                               |
| 8    | Yashwantrao Chavan         |          | 10 octobre 1974   | 24 mars 1977      | Congrès national indien                                  | Indira Gandhi                                                                                               |
| 9    | Atal Bihari Vajpayee       |          | 26 mars 1977      | 28 juillet 1979   | Janata Party                                             | Morarji Desai                                                                                               |
| 10   | Shyam Nandan Prasad Mishra |          | 28 juillet 1979   | 13 janvier 1980   | Janata Party                                             | Charan Singh                                                                                                |
| 11   | P. V. Narasimha Rao        |          | 14 janvier 1980   | 19 juillet 1984   | Congrès national indien                                  | Indira Gandhi                                                                                               |
| (6)  | Indira Gandhi              |          | 19 juillet 1984   | 31 octobre 1984   | Congrès national indien                                  | Indira Gandhi                                                                                               |
| 12   | Rajiv Gandhi               |          | 31 octobre 1984   | 24 septembre 1985 | Congrès national indien                                  | Rajiv Gandhi                                                                                                |
| 13   | Bali Ram Bhagat            |          | 25 septembre 1985 | 12 mai 1986       | Congrès national indien                                  | Rajiv Gandhi                                                                                                |
| 14   | P. Shiv Shankar            |          | 12 mai 1986       | 22 octobre 1986   | Congrès national indien                                  | Rajiv Gandhi                                                                                                |
| 15   | N. D. Tiwari               |          | 22 octobre 1986   | 25 juillet 1987   | Congrès national indien                                  | Rajiv Gandhi                                                                                                |
| (12) | Rajiv Gandhi               |          | 25 juillet 1987   | 25 juin 1988      | Congrès national indien                                  | Rajiv Gandhi                                                                                                |
| (11) | P. V. Narasimha Rao        |          | 25 juin 1988      | 2 décembre 1989   | Congrès national indien                                  | Rajiv Gandhi                                                                                                |
| 16   | V. P. Singh                |          | 2 décembre 1989   | 5 décembre 1989   | Janata Dal(Troisième Front)                              | V. P. Singh                                                                                                 |
| 17   | I. K. Gujral               |          | 5 décembre 1989   | 10 novembre 1990  | Janata Dal(Troisième Front)                              | V. P. Singh                                                                                                 |
| 18   | Vidya Charan Shukla        |          | 21 novembre 1990  | 20 février 1991   | Samajwadi Janata Party                                   | Chandra Shekhar                                                                                             |
| 19   | Madhav Singh Solanki       |          | 21 juin 1991      | 31 mars 1992      | Congrès national indien                                  | P. V. Narasimha Rao                                                                                         |
| (11) | P. V. Narasimha Rao        |          | 31 mars 1992      | 18 janvier 1993   | Congrès national indien                                  | P. V. Narasimha Rao                                                                                         |
| (7)  | Dinesh Singh               |          | 18 janvier 1993   | 10 février 1995   | Congrès national indien                                  | P. V. Narasimha Rao                                                                                         |
| 20   | Pranab Mukherjee           |          | 10 février 1995   | 16 mai 1996       | Congrès national indien                                  | P. V. Narasimha Rao                                                                                         |
| 21   | Sikander Bakht             |          | 21 mai 1996       | 1er juin 1996     | Bharatiya Janata Party                                   | Atal Bihari Vajpayee                                                                                        |
| (17) | I. K. Gujral               |          | 1er juin 1996     | 18 mars 1998      | Janata Dal(Troisième Front)                              | H. D. Deve GowdaI. K. GujralMr. Kamala Sinha Ministre d'État aux Affaires extérieures (Charge indépendante) |
| (9)  | Atal Bihari Vajpayee       |          | 19 mars 1998      | 5 décembre 1998   | Bharatiya Janata Party(Alliance démocratique nationale)  | Atal Bihari Vajpayee                                                                                        |
| 22   | Jaswant Singh              |          | 5 décembre 1998   | 23 juin 2002      | Bharatiya Janata Party(Alliance démocratique nationale)  | Atal Bihari Vajpayee                                                                                        |
| 23   | Yashwant Sinha             |          | 1er juillet 2002  | 22 mai 2004       | Bharatiya Janata Party(Alliance démocratique nationale)  | Atal Bihari Vajpayee                                                                                        |
| 24   | K. Natwar Singh            |          | 22 mai 2004       | 6 novembre 2005   | Congrès national indien (Alliance progressiste unie)     | Manmohan Singh                                                                                              |
| 25   | Manmohan Singh             |          | 6 novembre 2005   | 24 octobre 2006   | Congrès national indien (Alliance progressiste unie)     | Manmohan Singh                                                                                              |
| (20) | Pranab Mukherjee           |          | 24 octobre 2006   | 22 mai 2009       | Congrès national indien (Alliance progressiste unie)     | Manmohan Singh                                                                                              |
| 26   | S. M. Krishna              |          | 22 mai 2009       | 26 octobre 2012   | Congrès national indien (Alliance progressiste unie)     | Manmohan Singh                                                                                              |
| 27   | Salman Khurshid            |          | 28 octobre 2012   | 26 mai 2014       | Congrès national indien (Alliance progressiste unie)     | Manmohan Singh                                                                                              |
| 28   | Sushma Swaraj              |          | 26 mai 2014       | 30 mai 2019       | Bharatiya Janata Party (Alliance démocratique nationale) | Narendra Modi                                                                                               |
| 29   | Subrahmanyam Jaishankar    |          | 31 mai 2019       | Actuel            | Bharatiya Janata Party (Alliance démocratique nationale) | Narendra Modi                                                                                               |